# Hertia cluytiifolia
Hertia cluytiifolia là một loài thực vật có hoa trong họ Cúc. Loài này được (DC.) Kuntze mô tả khoa học đầu tiên năm 1891.